# Механіка деформівного твердого тіла
Меха́ніка деформівно́го твердо́го ті́ла — галузь механіки, яка розробляє та вивчає моделі деформівних середовищ, створює методи розв'язання задач деформування та руйнування твердих тіл при силових статичних і динамічних навантаженнях і при дії теплових, електромагнітних та інших фізичних полів, а також розв'язання конкретних задач, які становлять як теоретичний, так і практичний інтерес.

## Основні властивості матеріалів, що є предметом розгляду
Розрізняють 7 основник ознак поведінки матеріалів при їхньому деформуванні: 
1. пружність;
2. пластичність (пружнопластичність, жорсткопластичність);
3. термопружність (термопластичність);
4. в'язкість (в'язкопружність, в'язкопластичність);
5. дифузійна пружність;
6. електропружність;
7. магнітопружність.

На основі кожної з перерахованих ознак у механіці матеріалів побудовані відповідні теорії: теорія пружності, теорія пластичності, теорія термопружності, теорія в'язкопружності, теорія повзучості, теорія дифузійної пружності, теорія електропружності, теорія магнітопружності.

## Зв'язок з механікою суцільних середовищ
Механіка деформівного твердого тіла є складовою частиною механіки суцільних середовищ як подано у таблиці нижче.
| Механіка суцільних середовищ: вивчення поведінки суцільних середовищ | Механіка деформівного твердого тіла: вивчення поведінки твердих тіл в умовах навантажень.                                                  | Теорія пружності: описує матеріали, котрі відновлюють свою форму після припинення силового впливу на них.                                                                                             | Теорія пружності: описує матеріали, котрі відновлюють свою форму після припинення силового впливу на них. | Теорія пружності: описує матеріали, котрі відновлюють свою форму після припинення силового впливу на них. |
| Механіка суцільних середовищ: вивчення поведінки суцільних середовищ | Механіка деформівного твердого тіла: вивчення поведінки твердих тіл в умовах навантажень.                                                  | Механіка руйнування: описує закономірності зародження і розвитку неоднорідностей і дефектів структури матеріалу типу тріщин, дислокацій, пор, включень тощо при статичних і динамічних навантаженнях. | | |
| Механіка суцільних середовищ: вивчення поведінки суцільних середовищ | Механіка деформівного твердого тіла: вивчення поведінки твердих тіл в умовах навантажень.                                                  | Теорія пластичності: описує матеріали (тіла) що набувають незворотної деформації після прикладання до них силових впливів.                                                                            | Реологія: дослідження матеріалів, що характеризуються одночасно властивостями твердих тіл і рідин.        | |
| Механіка суцільних середовищ: вивчення поведінки суцільних середовищ | Механіка рідин та газів: дослідження поведінки суцільних середовищ (рідин та газів), що набувають форми посудини, у якій вони знаходяться. | Неньютонівські рідини | Реологія: дослідження матеріалів, що характеризуються одночасно властивостями твердих тіл і рідин.        | |
| Механіка суцільних середовищ: вивчення поведінки суцільних середовищ | Механіка рідин та газів: дослідження поведінки суцільних середовищ (рідин та газів), що набувають форми посудини, у якій вони знаходяться. | Ньютонівські рідини | | |

Область досліджень реології знаходиться на стику наук механіки деформівного твердого тіла і механіки рідин та газів.

## Мета дисципліни
Метою механіки деформівного твердого тіла є:
- встановлення законів деформування, пошкодження та руйнування матеріалів;
- розробка методів постановки та методів вирішення крайових задач для прогнозування поведінки деформівних твердих тіл різної природи при різноманітних впливах;
- виявлення нових зв'язків між структурою матеріалів, характером зовнішніх впливів і процесами деформування та руйнування;
- вирішення технологічних проблем деформування та руйнування, а також попередження неприпустимих деформацій і тріщин у конструкціях різного призначення;
- планування, проведення та інтерпретація експериментальних даних по вивченню деформування, пошкодження і руйнування матеріалів.

## Напрями досліджень
- Загальна теорія моделей деформівних середовищ.
- Теорія пружності, з урахуванням загальних питань прикладної теорії пружності.
- Теорія пластичності.
- Теорії в'язкопружності та повзучості.
- Механіка полімерів і композиційних матеріалів.
- Механіка руйнування.
- Теорія аерогідропружності.
- Розроблення та вивчення моделей для задач експериментальної механіки деформівного твердого тіла, механіки сипких тіл, біомеханіки.